# Hemigrammus silimoni
Hemigrammus silimoni é uma espécie de peixe da família dos caracídeoas e da ordem dos caraciformes. Os machos podem alcançar 3,3 cm de comprimento. Comem algas e outras matérias vegetais. Vivem em áreas de clima tropical, na América do Sul, mais especificamente, no rio Juruena (afluente do rio Tapajós), no Brasil.